# Ahmet Ertegun Tribute Concert
Ahmet Ertegun Tribute Concert foi um concerto beneficente realizado em memória do executivo musical Ahmet Ertegün, realizado na The O2 Arena em Londres, em 10 de dezembro de 2007. O ato principal era a banda britânica de rock Led Zeppelin, que realizou seu primeiro show completo desde a morte do baterista John Bonham, em 1980, em uma reunião única. O filho de Bonham, Jason, tocou bateria durante a apresentação da banda, e também forneceu vocais de apoio em duas músicas.
De acordo com o Guinness World Records 2009, o concerto detém o recorde mundial de "Maior demanda por bilhetes para um concerto de música" como 20 milhões de pedidos para o show de reunião foram prestados online.
Em outubro de 2012, Celebration Day, um filme-concerto documentando o evento, foi lançado. Tanto o filme quanto o desempenho do Led Zeppelin foram altamente aclamados. Uma versão abreviada do concerto foi transmitida pela BBC no Reino Unido em 8 de dezembro de 2012.

## Antecedentes
Em 12 de setembro de 2007, foi confirmado durante uma conferência de imprensa pelo promotor Harvey Goldsmith que os membros sobreviventes do Led Zeppelin se reuniriam para um concerto, com Jason Bonham na bateria. O concerto foi originalmente programado para ocorrer em 26 de novembro de 2007. Foi para ajudar a levantar dinheiro para o Fundo Educacional Ahmet Ertegun, que paga bolsas universitárias no Reino Unido, Estados Unidos e Turquia.
Os ingressos foram disponibilizados através de um sistema de loteria através do site 'Ahmettribute.com', custando 125 libras / US$ 250, com todos os rendimentos indo à própria caridade de Ahmet. O site excedeu o seu subsídio de largura de barramento e caiu quase que imediatamente após o anúncio, com o promotor prevendo que o concerto iria causar "a maior demanda por um show da história". O promotor afirmou que um milhão de pessoas se cadastraram para menos de 20.000 bilhetes disponíveis. O guitarrista do Led Zeppelin, Jimmy Page, comentou mais tarde:
Eu sabia que ia vender rapidamente, mas a onda de euforia que precedeu o show — a antecipação — foi além do que eu poderia ter imaginado. Nós tivemos algumas aparições caóticas no passado, como o Live Aid, por isso, se nós já íamos voltar a tocar juntos, nós estávamos indo para fazê-lo corretamente e levantar e ser contado.
Em 1º de novembro de 2007, foi anunciado que Page fraturou o dedo mínimo da mão esquerda depois de uma queda em seu jardim e o concerto de reencontro foi adiado para 10 de dezembro de 2007.

## O concerto

### Atos de abertura
O show abriu com uma banda composta por Keith Emerson, Chris Squire, Alan White e Simon Kirke com a seção de metais de Bill Wyman's Rhythm Kings. Eles tocaram uma versão de "Fanfare for the Common Man" de Emerson, Lake & Palmer, incluindo seções de "The Fish" do Yes e "Kashmir", do Led Zeppelin. Inicialmente, os abridores deveriam ter sido Squire, White e Rick Wakeman, mas Wakeman não estava disponível na data remarcada devido a compromissos anteriores e Emerson foi chamado como substituto de última hora.
O show também contou com Bill Wyman's Rhythm Kings, Paul Rodgers, Paolo Nutini, Foreigner como atos de apoio. A maior parte da apresentação foi dos Rhythm Kings, com Nutini e Rodgers como convidado em duas músicas cada. O desempenho anunciado como "Foreigner" era na verdade apenas Mick Jones cantando "I Want to Know What Love Is" com a escola secundária St. Lukes C of E no coro e Brian Tichy (ex-baterista do Foreigner) e os Rhythm Kings como a banda de apoio. Outros convidados juntos aos Rhythm Kings estabelecidos incluíam Maggie Bell e Alvin Lee. Pete Townshend estava programado a participar como ato de apoio, mas ele saiu quando ouviu que o Led Zeppelin estava se apresentando, dizendo: "Eles realmente não precisam de mim." Outros atos considerados para o show incluíam um Cream reunidos.

### Led Zeppelin
A banda tocou 16 músicas — incluindo dois bis — com uma variedade de músicas de todo o espectro de sua carreira; porém nenhum material do último álbum do grupo, In Through the Out Door, foi tocado. No repertório estavam incluídos dois números que foram tocados ao vivo na íntegra pela primeira vez na história do Led Zeppelin — "Ramble On" e "For Your Life".
Repertório
1. "Good Times Bad Times"
2. "Ramble On"
3. "Black Dog"
4. "In My Time of Dying"/"Honey Bee"
5. "For Your Life"
6. "Trampled Under Foot"
7. "Nobody's Fault but Mine"
8. "No Quarter"
9. "Since I've Been Loving You"
10. "Dazed and Confused"
11. "Stairway to Heaven"
12. "The Song Remains the Same"
13. "Misty Mountain Hop"
14. "Kashmir"

Primeiro bis:
1. "Whole Lotta Love"

Segundo bis:
1. "Rock and Roll"

O som do concerto foi mixado pelo engenheiro FOH do Metallica Big Mick. Em 2012, um álbum e filme foram lançadas como Celebration Day.

## Resposta crítica
Críticos de música presentes foram unânimes nos elogios ao desempenho do Led Zeppelin. New Musical Express proclamou: "o que eles fizeram aqui hoje é prova de que eles ainda podem se apresentar ao nível que originalmente lhes valeu a reputação lendária...Podemos apenas esperar que esta não seja a última que vemos deles."
O crítico Sasha Frere-Jones do New Yorker, que assistiu ao concerto, escreveu: "Os shows fracassados da década de oitenta e noventa foram suplantados por um triunfo, e a banda deve estar satisfeita por ter feito Ertegun orgulhoso com um desempenho tão espirituoso."
Os membros da banda também manifestaram a sua satisfação com o concerto. Page comentou que "foi uma maravilhosa celebração da música, uma celebração do fato de que a essência dela, a energia, ainda estava lá." Ele também refletiu que "foi ótimo que fizemos. Olho para trás naquela noite com uma grande quantidade de afetos, mas Jason [Bonham] foi o herói. Para mim esse show era sobre ele."